# Хомин, Андрей Романович
Андре́й Рома́нович Хоми́н (укр. Андрій Романович Хомин; 24 мая 1968, Ивано-Франковск — 29 сентября 1999, близ Ивано-Франковска) — украинский футболист, защитник.

## Карьера

### В клубе

#### Статистика
| Сезон   | Клуб         | Матчи | Голы |
| ------- | ------------ | ----- | ---- |
| 1988    | Прикарпатье  | 20    | 0    |
| 1989    | Металлист    | 0     | 0    |
| 1989    | Прикарпатье  | 39    | 0    |
| 1990    | Прикарпатье  | 31    | 0    |
| 1991    | Прикарпатье  | 49    | 9    |
| 1992    | Прикарпатье  | 16    | 2    |
| 1992/93 | Прикарпатье  | 40    | 0    |
| 1993/94 | Прикарпатье  | 16    | 2    |
| 1993/94 | Динамо (К)   | 17    | 1    |
| 1994/95 | Динамо (К)   | 21    | 2    |
| 1995/96 | Динамо (К)   | 9     | 0    |
| 1995/96 | Динамо-2 (К) | 3     | 0    |
| 1995/96 | Прикарпатье  | 14    | 4    |
| 1996/97 | Ворскла      | 26    | 2    |
| 1997/98 | Ворскла-2    | 3     | 2    |
| 1997/98 | Ворскла      | 24    | 4/1п |
| 1998/99 | Ворскла      | 24    | 3    |
| 1999/00 | Прикарпатье  | 4     | 0    |

#### Достижения
- Чемпион Украины (2): 1994/95, 1995/96
- Обладатель Кубка Украины: 1995/96

### В сборных
За сборную Украины сыграл 7 матчей. Дебютировал 16 октября 1993 года в товарищеском матче со сборной США (2:1).
| Матчи в составе сборной Украины по футболу | Матчи в составе сборной Украины по футболу | Матчи в составе сборной Украины по футболу | Матчи в составе сборной Украины по футболу | Матчи в составе сборной Украины по футболу | Матчи в составе сборной Украины по футболу | Матчи в составе сборной Украины по футболу | Матчи в составе сборной Украины по футболу | Матчи в составе сборной Украины по футболу | Матчи в составе сборной Украины по футболу | Матчи в составе сборной Украины по футболу | Матчи в составе сборной Украины по футболу | Матчи в составе сборной Украины по футболу |
| N                                          | №                                          | Дата                                       | Место                                      | Турнир                                     | Соперник                                   | Счёт                                       | Голы                                       | Минуты                                     | Замены                                     | Наказания                                  | Клуб                                       | Примечание                                 |
| ------------------------------------------ | ------------------------------------------ | ------------------------------------------ | ------------------------------------------ | ------------------------------------------ | ------------------------------------------ | ------------------------------------------ | ------------------------------------------ | ------------------------------------------ | ------------------------------------------ | ------------------------------------------ | ------------------------------------------ | ------------------------------------------ |
| 1                                          | 8                                          | 16.10.1993                                 | США, Хай-Пойнт, «Симеон Стэдиум»           | Товарищеский матч                          | США                                        | 2 : 1                                      |                                            | 90                                         |                                            |                                            | «Прикарпатье» (Ивано-Франковск)            |                                            |
| 2                                          | 9                                          | 20.10.1993                                 | Мексика, Сан-Диего, «Джек Мерфи»           | Товарищеский матч                          | Мексика                                    | 1 : 2                                      |                                            | 90                                         |                                            |                                            | «Прикарпатье» (Ивано-Франковск)            |                                            |
| 3                                          | 10                                         | 23.10.1993                                 | США, Бетлехем, «Гудман Стэдиум»            | Товарищеский матч                          | США                                        | 1 : 0                                      |                                            | 90                                         |                                            |                                            | «Прикарпатье» (Ивано-Франковск)            |                                            |
| 4                                          | 11                                         | 15.03.1994                                 | Израиль, Хайфа, «Кирьят-Элиэзер»           | Товарищеский матч                          | Израиль                                    | 0 : 1                                      |                                            | 78                                         | 79'                                        | Предупреждён                               | «Динамо» (Киев)                            |                                            |
| 5                                          | 14                                         | 26.08.1994                                 | Германия, Грассау, «Муниципальный»         | Товарищеский матч                          | ОАЭ                                        | 1 : 1                                      |                                            | 90                                         |                                            |                                            | «Динамо» (Киев)                            |                                            |
| 6                                          | 21                                         | 29.03.1995                                 | Украина, Киев, «Республиканский»           | Отборочный турнир чемпионата Европы 1996   | Италия                                     | 0 : 2                                      |                                            | 90                                         |                                            | 15'                                        | «Динамо» (Киев)                            |                                            |
| Итого:                                     | Итого:                                     | Итого:                                     | 7 игр; +2 =1 −3; голы 5:7 (−2)             | 7 игр; +2 =1 −3; голы 5:7 (−2)             | 7 игр; +2 =1 −3; голы 5:7 (−2)             | 7 игр; +2 =1 −3; голы 5:7 (−2)             |                                            | 528 мин.                                   | 528 мин.                                   |                                            |                                            |                                            |

В 1998 году провёл две игры за сборную Туркменистана, забил 1 гол.

## Смерть
Погиб 29 сентября 1999 года в автомобильной катастрофе близ Ивано-Франковска.